# 6779 Perrine
För andra betydelser, se Perrine.
6779 Perrine eller 1990 DM1 är en asteroid i huvudbältet som upptäcktes den 20 februari 1990 av den tjeckiske astronomen Antonín Mrkos vid Kleť-observatoriet i Tjeckien. Den är uppkallad efter den amerikanske astronomen Charles Dillon Perrine.
Asteroiden har en diameter på ungefär 4 kilometer.